# アニー・ディラード
アニー・ディラード（Aniie Dillard, 1945年4月30日 - ）は、アメリカ合衆国の女性エッセイスト。

## 略歴
ペンシルベニア州ピッツバーグ生まれ。ヴァージニア州ロアノークのホリンズ・カレッジに学ぶ。1974年『ティンカー・クリークのほとりで』でピュリッツァー賞受賞。同書はネイチャーライティングの一つとされる。

## 日本語訳
- 『ティンカー・クリークのほとりで』(シリーズ精神とランドスケープ) 金坂留美子,くぼたのぞみ訳 めるくまーる 1991
- 『アメリカン・チャイルドフッド』柳沢由実子訳 パピルス 1992
- 『石に話すことを教える』内田美恵訳 めるくまーる 1993
- 『本を書く』柳沢由実子訳 パピルス 1996